# Gens Flavia

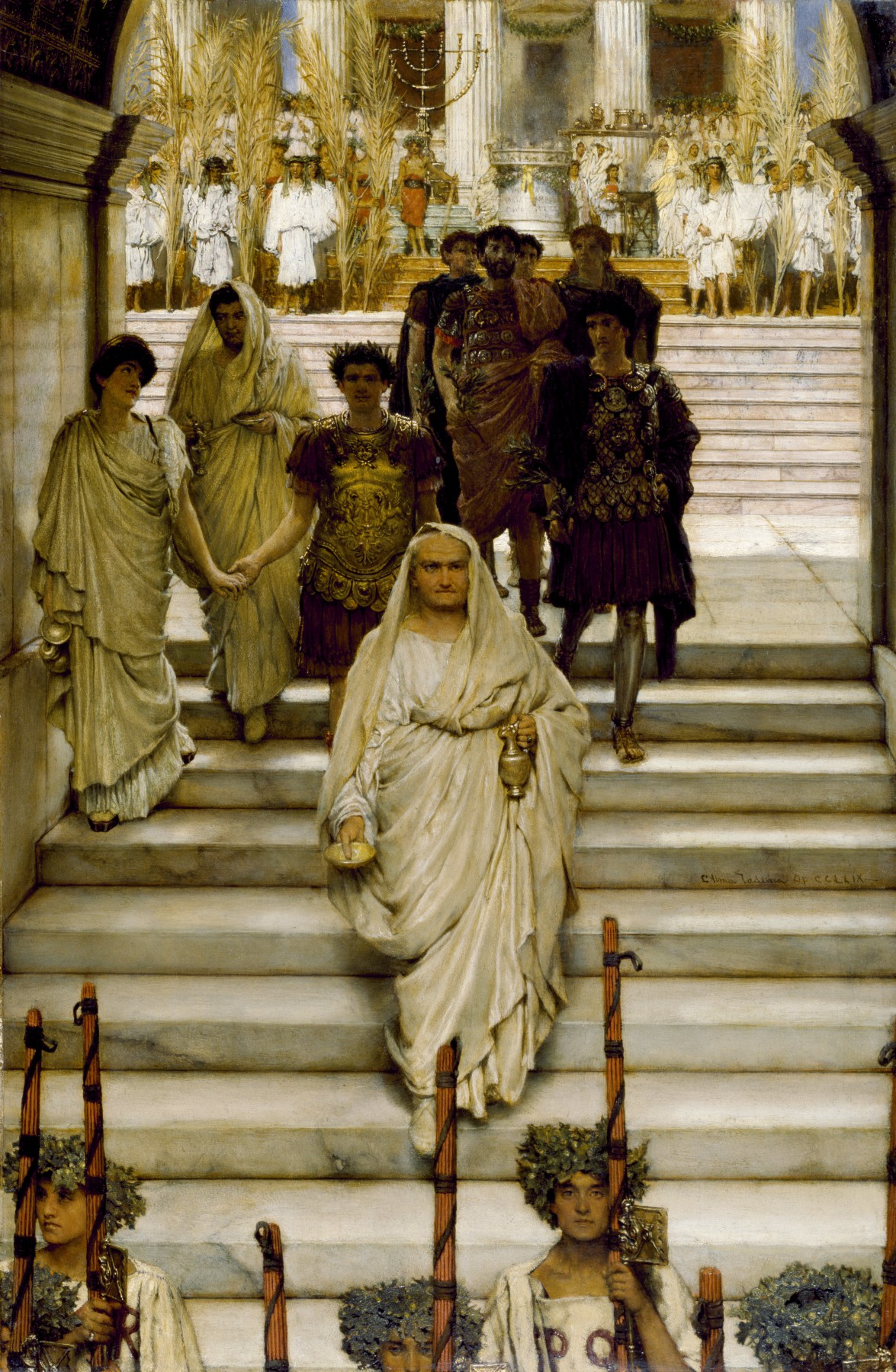
Procesión de los emperadores flavios Vespasiano, Domiciano y Tito, por Lawrence Alma-Tadema (1885).

La gens Flavia fue un conjunto de familias de la Antigua Roma que compartían el nombre Flavio (en latín: Flavius). Sus primeros miembros aparecieron durante el siglo III a. C. y alcanzaron especial relevancia tras obtener el Principado y fundar la dinastía flavia (69-96). Los miembros de la dinastía constantiniana (324-363) también llevaron el nomen Flavio, aunque estos no tenían relación alguna con aquella dinastía. En el siglo IV, su uso alcanzó tanto prestigio que, a partir de Constantino I, fue convertido en un título honorífico utilizado tanto por emperadores como por oficiales en general.

## Miembros
Algunas personalidades destacadas fueron:
- Marco Flavio, tribuno de la plebe en 327 y 323 a. C.; primer miembro conocido.
- Cneo Flavio, escriba del cónsul Apio Claudio el Ciego.
- Cayo Flavio Fimbria, cónsul en 104 a. C.
- Cayo Flavio Antonino, general en el siglo I a. C. y uno de los asesinos de Julio César
- Tito Flavio Sabino. cónsul sufecto en 47
- Tito Flavio Sabino, cónsul sufecto en 69
- Tito Flavio Sabino, cónsul en 82, hijo del anterior.
- Tito Flavio Clemente, cónsul en 95, hermano del anterior.
- Tito Flavio Postumio Ticiano, cónsul en 301.
- Tito Flavio Petrón, abuelo de Vespasiano.
- Tito Flavio Sabino, padre de Vespasiano.
- Flavio Escevino, miembro de la conjura de Pisón contra Nerón
- Lucio Flavio Arriano, historiador griego del siglo II
- La Dinastía Flavia de emperadores:
  - Tito Flavio Vespasiano (Vespasiano)
  - Tito Flavio Vespasiano (Tito), hijo del anterior.
  - Tito Flavio Domiciano (Domiciano), hermano del anterior.
  - Julia Flavia, hija de Tito y amante de Domiciano

- Lucio Flavio Silva, general romano que capturó la fortaleza de Masada
- Flavia Domicilla, esposa / hija / nieta de Vespasiano

También algunas legiones romanas fueron llamadas Flavia:
- Legio IV Flavia Felix
- Legio XVI Flavia Firma
- Legio I Flavia Constantia
- Legio I Flavia Gallicana Constantia
- Legio I Flavia Martis
- Legio I Flavia Pacis
- Legio I Flavia Theodosiana
- Legio II Flavia Constantia
- Legio II Flavia Virtutis
- Legio III Flavia Salutis